# كيفن دورسي
كيفن دورسي (بالإنجليزية: Kevin Dorsey)‏ هو لاعب كرة قدم أمريكية أمريكي، ولد في 23 فبراير 1990 في فورستفيل في الولايات المتحدة.

## وصلات خارجية
- كيفن دورسي على موقع مرجع كرة القدم المحترفة.كوم (الإنجليزية)